# EX-390
La EX-390 (oficialmente la « EX-390 , de Cáceres a Torrejón el Rubio» y tradicionalmente la «carretera de Cáceres a Monfragüe») es una carretera española cuyo trayecto discurre íntegramente por el centro de la provincia de Cáceres. Está gestionada por la Junta de Extremadura y forma parte de la red local.

## Historia

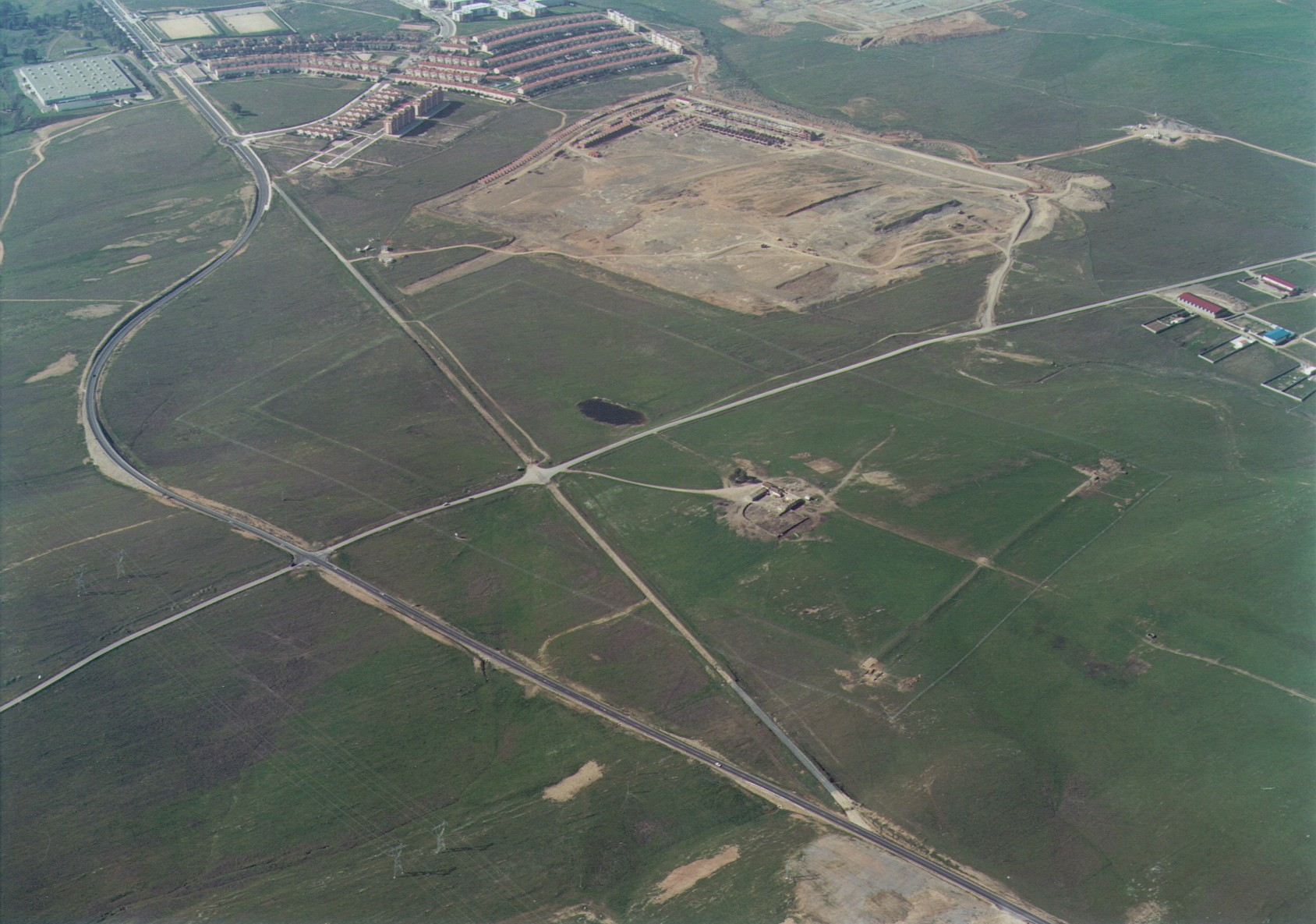
Panorámica de la EX-390, desviada para no afectar a Cáceres el Viejo, antiguo campamento romano origen de la ciudad.

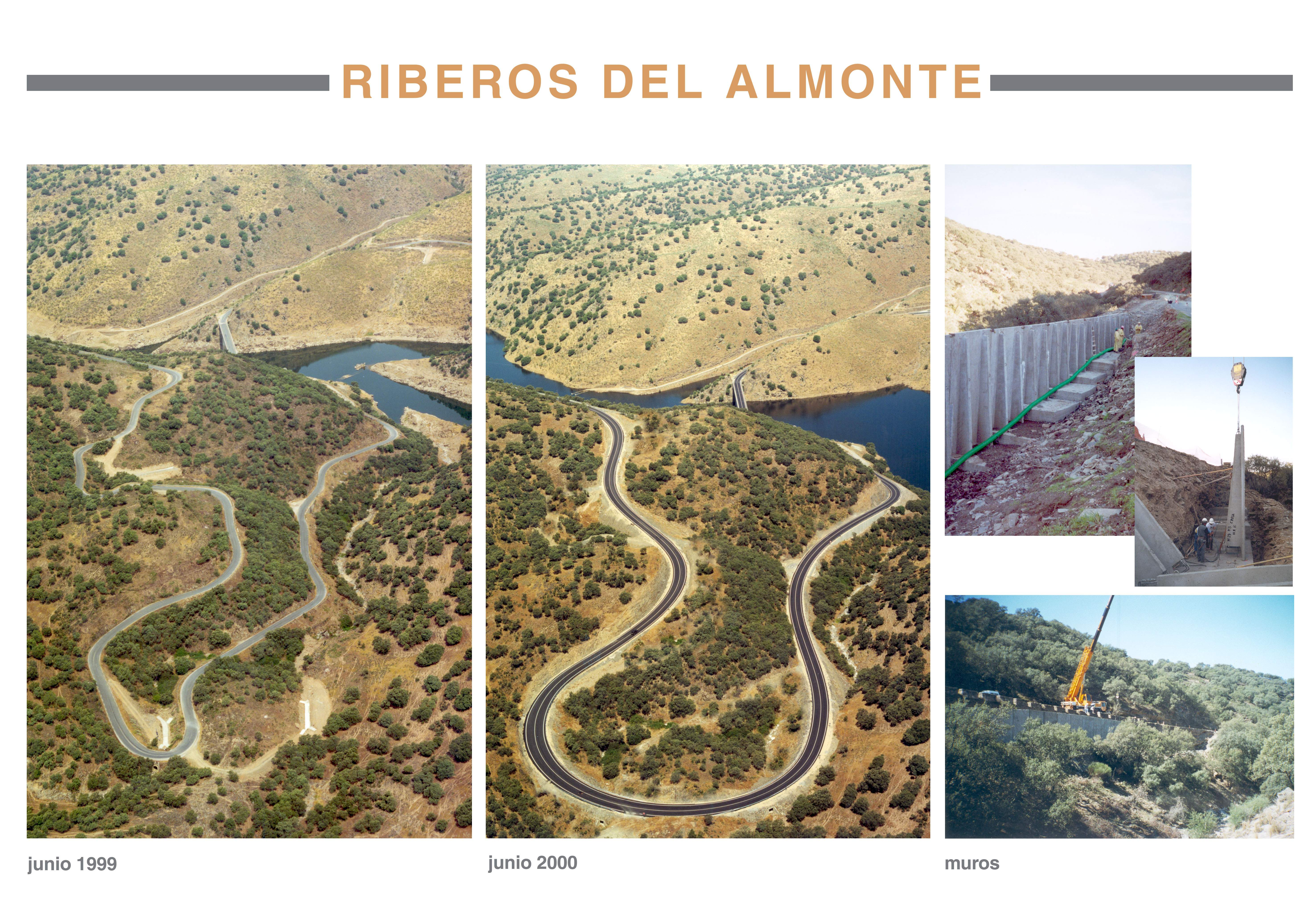
Panorámica de la mejora del trazado realizada en la carretera en la zona de los Riberos del Almonte.

La antigua villa de Cáceres estaba históricamente muy mal comunicada con el centro de la actual provincia, formando los ríos Almonte y Tamuja una importante barrera natural que la separaba de esta zona. En la confluencia de estos dos ríos, donde se ubica el triple límite de los términos municipales de Cáceres, Trujillo y Talaván, se ubican los puentes de Don Francisco, construcción del siglo XVI que permitió el paso de una orilla a otra y que actualmente solo es visible cuando bajan las aguas del embalse de Alcántara.
Pese a la antigüedad de estos puentes, el viaje de Cáceres a Talaván y a Monroy se llevó a cabo hasta el siglo XX por caminos. El camino a Talaván salía de Cáceres desde la ermita de San Blas y seguía aproximadamente el recorrido de la actual EX-390 cruzando los citados puentes, mientras que para ir a Monroy se podía optar por varios desvíos del camino a Talaván o por un camino específico que salía de la ermita de San Vito y llevaba a un vado del río Tamuja ubicado al sur de Monroy, cruzando el río Guadiloba junto a la desembocadura del arroyo del Marco. Los municipios de Santiago del Campo e Hinojal también dependían de caminos secundarios, pues a principios del siglo XX todavía no había ninguna carretera en los términos municipales de los Cuatro Lugares.
La actual carretera fue construida en el siglo XX como "CC-912", cuya nomenclatura cambió a "EX-390" al redefinirse la Red de Carreteras de Extremadura en 1997.

## Recorrido
Tiene su origen en la ciudad de Cáceres y más concretamente en la intersección con la N-521, donde forma la rotonda del Seminario, uno de los principales cruces de vías de la ciudad. Desde su origen forma en Cáceres la avenida Héroes de Baler, que es uno de los dos principales ejes de comunicación del distrito Norte junto con la Ronda Norte, con la cual se cruza perpendicularmente en otra rotonda. La avenida discurre recta hasta la salida de la ciudad, donde se ha desviado el trazado de la EX-390 para evitar pasar por el campamento romano de Castra Cecilia.
A lo largo de sus cincuenta kilómetros de recorrido no atraviesa ninguna localidad, accediéndose desde Casar de Cáceres, los Cuatro Lugares y Serradilla mediante carreteras secundarias, principalmente provinciales. El final de la carretera se ubica en el extremo meridional de la villa de Torrejón el Rubio, en la intersección con la EX-208, carretera que muchos cacereños y visitantes siguen hacia el norte para acceder al parque nacional de Monfragüe.

## Trazado, localidades y carreteras enlazadas
La longitud real de la carretera es de 52.250 m, de los que la totalidad discurren en la provincia de Cáceres.
Su desarrollo es el siguiente:
| P. K.           | Esquema | HITO                                                             |
| --------------- | ------- | ---------------------------------------------------------------- |
| 0+000           |         | Inicio en N-521 , Avenida de la Universidad (Cáceres)            |
| 0+000 - 0+800   |         | Avenida Héroes de Baler (Cáceres)                                |
| 0+800           |         | Rotonda Ronda Norte de Cáceres                                   |
| 1+210           |         | Rotonda acceso a Mejostilla                                      |
| 1+210           |         | Rotonda acceso a Mejostilla y Residencial Nueva Ciudad           |
| 1+700           |         | Rotonda acceso a Cáceres el Viejo y Residencial Nueva Ciudad     |
| 2+600           |         | Intersección acceso a Polígono Ganadero                          |
| 4+150 - 4+200   |         | Puente sobre el río Guadiloba                                    |
| 8+290           |         | Intersección camino a Santa Marta de Magasca                     |
| 8+730           |         | Intersección CC-122 . Casar de Cáceres                           |
| 14+920 - 15+070 |         | Puente sobre el río Almonte y ruinas del puente de Don Francisco |
| 18+000          |         | Intersección CC-28 . Santiago del Campo                          |
| 22+760          |         | Intersección CC-141 . Talaván                                    |
| 28+680          |         | Intersección EX-373 . Talaván                                    |
| 29+200          |         | Intersección CC-47 . Monroy                                      |
| 43+790          |         | Intersección CC-29.6 . Serradilla                                |
| 44+660 - 44+680 |         | Puente sobre arroyo de Las Mesas                                 |
| 51+800 - 51+900 |         | Travesía de Torrejón el Rubio                                    |
| 51+900          |         | Avenida San Pedro de Alcántara (Torrejón el Rubio)               |
| 51+900 - 52+250 |         | Travesía de Torrejón el Rubio                                    |
| 52+250          |         | Final. EX-208 . Torrejón el Rubio                                |

## Otros datos de interés
(IMD, estructuras singulares, tramos desdoblados, etc.).
Los datos sobre Intensidades Medias Diarias en el año 2006 son los siguientes:
| P. K.                       | IMD   | Ligeros | Pesados | % Pesados |
| --------------------------- | ----- | ------- | ------- | --------- |
| 4+600 (Cáceres)             | 1.461 | 1.416   | 45      | 3,1       |
| 17+300 (Santiago del Campo) | 935   | 903     | 32      | 3,4       |
| 35+000 (Las Mesas)          | 433   | 418     | 14      | 3,3       |
| 50+000 (Torrejón el Rubio)  | 402   | 389     | 13      | 3,1       |

## Evolución futura de la carretera
La carretera se encuentra acondicionada dentro de las actuaciones previstas en el Plan Regional de Carreteras de Extremadura.